# Entre cuatro paredes
Entre cuatro paredes è un singolo del rapper argentino Duki, pubblicato il 14 giugno 2019.

## Tracce
1. Entre cuatro paredes – 2:57